# Грігол (князь Кахетії)
Грігол I (груз. გრიგოლი; д/н — 827) — 1-й еріставі-хорєпископ Кахетії в 786—827 роках.

## Життєпис
За деякими відомостями, походив з роду Багратіоні. Втім більш імовірно належав до місцевої знаті. Приблизно в 770—780-х роках стає хорєпископом Цатанії, гірської частини Кахетії.
З 786 року активно починає розширювати підвладні землі, воюючи проти хозарів, арабів і кахетинських еріставі Йоване і Джуаншера. Боротьба тривала до 807 року, коли помер Джуаншер.
За цим зайняв значну частину Кахетії, але стикнувся з амбіціями Ашота, еріставі (князя) Тао-Кларджеті, що також претендував на Кахетію. Проте боротьба того проти інших сусідів дозволила Гріголу продовжити наступ, повністю підкорити Кахеті, Кухетію і Гардабан. Йому добровільно підкорилася область Мтіулеті. Водночас він уклав військовий союз з Тбіліським еміратом.
З 810-х років починає боротьбу з Ашотом, який на той час став ерісмтаваром Іберії, за область Шида-Іберія. 818 року спільно з тбіліським еміром Ізмаїлом ібн Шуайбом у битві на річці Ксані зазнав поразки від абхазо-іберійської коаліції Ашота I і Теодозіо II. В результаті відмовився від більшості Шида-Іберії, залишивши за собою тільки землі на схід від річки Ксані.
Помер Грігол 827 року, не маючи спадкоємця. Новим еріставі-хорєспископом обирається Ваче Квабулідзе.